# Ellis Cornelia Knight
Ellis Cornelia Knight (Londra, 1757 – Parigi, 1837) è stata una saggista e docente inglese.

## Vita e opere
Studiò al London College dove imparò il latino e altre lingue europee. Figlia dell'Ammiraglio Knight, dopo la morte del padre partì con la madre alla volta dell'Italia e soggiornò a Firenze, Napoli e Roma. 
A proposito di quest'ultimo soggiorno pubblicò da Londra nel 1805 la "Description of Latium; or La Campagna di Romana", volume sulla Campagna romana e sull'Agro Romano corredato da 20 disegni delle località descritte, edito da Longman, Hurst, Rees and Orme. 
Nel 1818 diventò insegnante di lingua inglese, e tra i suoi alunni vi fu anche il giovane Massimo d'Azeglio che all'epoca soggiornava a Castel Gandolfo.
Un ritratto di Ellis è costodito nella raccolta della City of Manchester Art Galleries (Gran Bretagna) della pittrice Angelica Kauffmann.